# Medicina interna
La medicina interna és una especialitat mèdica que es dedica a l'atenció integral de l'adult malalt, sobretot als problemes clínics de la majoria dels pacients que es troben ingressats en un hospital. El Working Group on Political Issues in Internal Medicine in Europe defineix la medicina interna (2005) com la disciplina mèdica principal en l'assistència dels adults amb una o més malalties agudes o cròniques complexes necessitades d'un tractament multisistèmic i que aglutina l'acció d'altres especialitats de la Medicina.
El metge especialista en medicina interna s'anomena de forma col·loquial internista. A Espanya, per a obtenir el títol de Metge Internista ha de formar-se, després d'haver superat el MIR, durant cinc anys en un hospital acreditat pel Ministeri d'Educació i Ciència i el Ministeri de Sanitat i assolir els objectius docents genèrics ara com ara en vigència, establerts al Programa de Medicina Interna (BOE número 33 de 7 de febrer de 2007 -págs. 5755-5759- i revisats en l'Ordre ministerial SCO 846/2008 publicada en el BOE del 29 de març de 2008.

## Objectius de la medicina interna
- Atenció en els aspectes clínics d'una forma integrada i completa, tots els problemes de salut dels pacients ingressats en un hospital, obtenint una informació global del pacient.
- Guia el malalt en la seva complexa trajectòria pel sistema sanitari hospitalari, dirigint el protocol d'actuació enfront de la seva malaltia i coordinant a la resta d'especialistes necessaris per a aconseguir un teràpia adequada.
- Els metges internistes són els experts a qui recorren els metges d'atenció primària i la resta d'especialistes per a l'atenció de malalts el diagnòstic de la qual no és evident o es tracta d'un problema complex.
- Atendre els pacients amb les malalties més habituals que ingressen a l'hospital.
- Coordinació i assessorament respecte a les opinions relatives a la malaltia d'un pacient proporcionades per altres especialistes.
- Especial atenció al pacient afecte per diverses malalties i que pateix de diversos símptomes.

## Història de la medicina interna
A finals del segle xix va començar a desenvolupar-se la medicina hospitalària, molt unida a les clíniques universitàries, i va sorgir una nova orientació en la medicina general, més lligada a les ciències bàsiques biomèdiques i a l'experimentació, que va rebre el nom de Medicina Interna. L'internista ha sigut considerat, des de llavors, el clínic per excel·lència, l'exemple del metge en qualsevol època històrica. Dins d'aquest camp van quedar excloses les malalties quirúrgiques, les obstètriques i les pediàtriques, que, així mateix, van constituir altres especialitats. Aquestes, junt amb la Medicina Interna han sigut considerades, des d'aqueixa època, com a especialitats bàsiques.
La denominació de Medicina Interna sembla que va tenir el seu origen en Alemanya, en 1880. En aqueix any, Adolf Strümpell (1853–1925) va començar a escriure el primer tractat de Malalties Internes (Lehrbuch der speziellen Pathologie und Therapie der inneren Krankheiten: Tractat de Patologia i Terapèutica especials de les malalties internes, obra en dos volums publicada el 1883) i 2 anys més tard, a Wiesbaden es va celebrar el I Congrés de Medicina Interna. Es volia indicar un camp de la pràctica mèdica en què els conceptes es basaven en el nou coneixement que emergia en fisiologia, bacteriologia i patologia, així com l'exclusió dels mètodes quirúrgics en la terapèutica emprada. Aquest nou camp, també portava la connotació d'una formació acadèmica i un entrenament, així com aquests metges podien fer de consultants d'altres especialistes. És a dir la medicina interna, seria com la medicina que tracta malalties des de dins, des de l'interior del cos, generalment amb medicaments, en contraposició amb la cirurgia que tracta les malalties des de fora, amb intervencions quirúrgiques.
A partir de la segona meitat del segle xx sorgeixen les especialitats mèdiques, branques de la medicina interna. Es pot caure en l'error que perjudica seriosament el pacient, que els especialistes no es responsabilitzen amb pacients que cauen fora de l'àrea de la seua particular competència i cada vegada ha sigut més freqüent que a un mateix malalt l'estiguen atenent múltiples especialistes, amb els més diversos i, a vegades, contradictoris enfocaments.
Actualment a Espanya, les plantilles de metge internista són les més grans de tot el sistema sanitari. Tanmateix, una gran part d'aquests treballen en serveis d'urgències, guàrdies, i treballs d'internitat. D'aquí a 10 anys es preveu un recanvi generacional després de la jubilació d'un 15% d'aquests especialistes. Ni les diferents comunitats autonòmiques, ni la societat espanyola ni la gran majoria d'internistes han sabut transmetre tant als pacients com a les administracions i gerències el paper angular d'aquesta especialitat, essent des del seu naixement una especialitat en crisis, on els seus professionals representen l'ideal mèdic universal, humanista i científic que tant necessita la societat. Altres països més pràctics, amb els seus múltiples defectes per altra banda, han sapigut reconèixer el paper fonamental de la medicina interna per a ser un professional de qualitat, en concret als EUA, on tots els especialistes han de passar 2 anys en un servei de Medicina Interna i posteriorment se superespecialitzen, restant encara aquell afany de perfecció basada en l'estudi que tant inculca als serveis de medicina interna a tots els professionals.

## El que és i no és la medicina interna
- La medicina interna és el contrari de cirurgia.
- És una especialitat estrictament hospitalària. Els internistes ambulatoris, del centre de salut o d'atenció primària són els metges de família, abans anomenats metges generals o de capçalera.
- Un especialista en medicina interna o metge internista no és un metge intern. Els metges interns residents, a Espanya, són els metges que una vegada superada una carrera teòrica general de sis anys, han de formar-se durant 3 a 5 anys per a aconseguir una especialitat mèdica o quirúrgica.
- Un metge internista o simplement un internista no és el mateix que un intensivista o metge especialista en vigilància intensiva, encara que aquest últim hagi de tenir grans coneixements de medicina interna.

## Altres especialitats clíniques
- Al·lergologia
- Gastroenterologia
- Cardiologia
- Geriatria
- Hematologia
- Medicina intensiva
- Nefrologia
- Pneumologia
- Neurologia
- Oncologia
- Reumatologia